# 七山乡
七山乡，是中华人民共和国甘肃省兰州市永登县下辖的一个乡镇级行政单位。

## 行政区划
七山乡下辖以下地区：
长沟村、庞沟村、官川村、苏家峡村、地沟村、前山村、鱼盆村、雄湾村和岢岱村。